# FIM-92 Stinger
FIM-92 Stinger – przenośny, ręcznie odpalany, naprowadzany na podczerwień pocisk kierowany ziemia-powietrze produkowany w USA i używany przez amerykańskie siły zbrojne. System wszedł do służby w 1981 roku. Pociski Stinger zniszczyły do tej pory około 270 samolotów.
Stinger jest produkowany przez Raytheon Missile Systems oraz na licencji przez zakłady Dornier w Niemczech. Stingery są używane przez siły zbrojne USA oraz w 29 innych krajach. Dotychczas wyprodukowanych zostało około 70 000 pocisków.

## Opis
Lekki oraz łatwy w obsłudze FIM-92 Stinger jest pasywnym naprowadzanym na podczerwień pociskiem ziemia-powietrze. Pocisk odpalany jest z wyrzutni ręcznej przez jednego operatora, ale oficjalnie obsługa wymaga dwóch osób. FIM-92B może atakować samoloty w odległości do 4800 m i lecące na wysokości pomiędzy 180 a 3800 m. Pocisk może być też odpalany z pojazdu M1097 Avenger oraz pojazdu M2 Bradley wyposażonego w pociski Stinger.
Stinger może być używany przez siły powietrznodesantowe.
Istnieje również wersja Stingera montowana na śmigłowcach nazwana ATAS (skrót od Stinger powietrze-powietrze).
Pocisk ma długość 1,52 m, średnicę 70 mm plus 10-mm stateczniki. Masa samego pocisku wynosi 10,1 kg, a z wyrzutnią 15,2 kg. Stinger jest odpalany w dwóch etapach: w pierwszej fazie uruchamia się mały rakietowy silnik startowy który wyrzuca pocisk na odległość bezpieczną dla operatora i kończy pracę jeszcze przed opuszczeniem wyrzutni. Dopiero wtedy uruchamiany jest drugi silnik na paliwo stałe, który dzięki ukształtowaniu ziarna paliwa pracuje dwustopniowo i w ciągu pierwszych dwóch sekund (faza boost) rozpędza pocisk do prędkości 2,2 macha (750 m/s, 2700 km/h) wówczas przechodzi w tryb podtrzymujący (sustain). Dla optymalnych trajektorii, maksymalna prędkość po wypaleniu paliwa może sięgnąć 2,6 macha. 3-kilogramowa penetrująca głowica bojowa zawiera autodestruktor, który jeśli pocisk nie trafił w cel, aktywuje się po 17 (± 2) sekundach.
Istnieją trzy typy pocisku: podstawowy Stinger z biernym optycznym przeszukiwaniem (POST) oraz Stinger z programowalnym mikroprocesorem (RMP). Wersja RMP jest powszechnie używana przez armię USA. Posłużyła również jako baza do opracowania AIM-92 Stinger, odmiany pocisku używanej na samolotach.

## Użycie

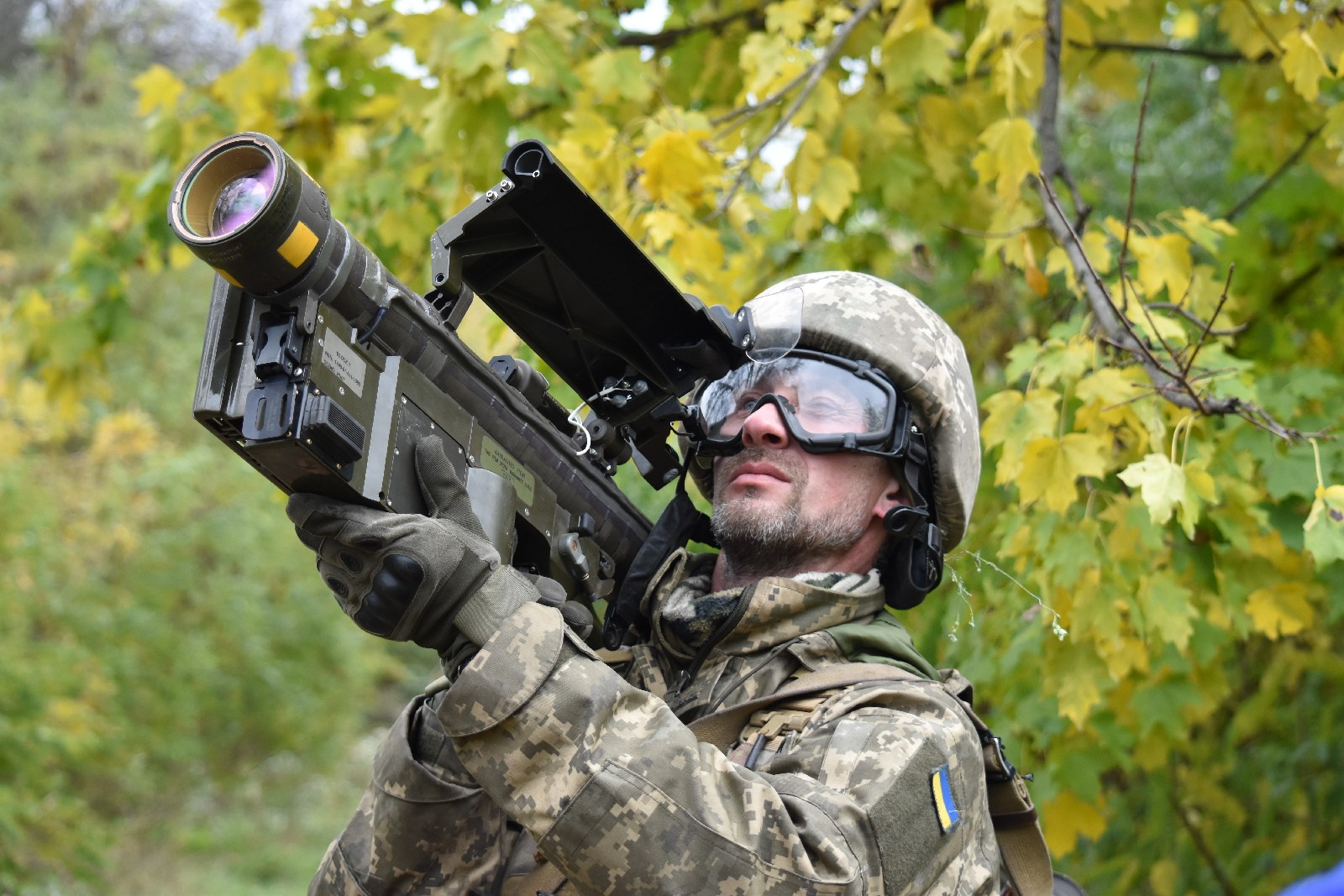
Ukraiński żołnierz 30. Batalionu Przeciwlotniczego Brygady Zmechanizowanej z FIM-92 Stinger podczas rosyjskiej inwazji na Ukrainę

Stingery debiutowały w boju w roku 1982 podczas wojny o Falklandy. Żołnierze brytyjskich oddziałów specjalnych SAS posiadali sześć wyrzutni, jednak znali tylko uproszczoną instrukcję ich użycia (komandosi przeszkoleni w ich użyciu zginęli w katastrofie śmigłowca 19 maja). Pomimo to 21 maja podczas operacji Sutton udało się im zestrzelić szturmowego IA-58A Pucara. Tydzień później (30 maja) k. Mount Kent strącili ze Stingera argentyński śmigłowiec SA-330 Puma.
Światowa „kariera” Stingera rozpoczęła się w czasie wojny w Afganistanie, dokąd wyrzutnie te trafiły w ramach amerykańskiej operacji Cyklon. Po raz pierwszy użyto ich tam 26 września 1986, zestrzeliwując dwa szturmowe śmigłowce Mi-24 w rejonie bazy lotniczej w Dżalalabadzie (odbyło się to pod nadzorem agentów CIA). Wystrzelono wtedy trzy rakiety, z czego dwie trafiły w cel – był to więc znakomity wynik w porównaniu z rezultatami osiąganymi wcześniej przy użyciu analogicznego sprzętu produkcji radzieckiej (Strieła-2) i brytyjskiej (Blowpipe). Już po paru tygodniach radzieccy piloci zdali sobie sprawę, że muszą stawić czoło nowemu zagrożeniu. Co więcej zagrożony został czynnik, który do tej pory decydował o ich przewadze – panowanie w powietrzu.
Pojawienie się na polu walki Stingerów znalazło odbicie w wielkości strat ponoszonych przez radzieckie lotnictwo. Były to jednak liczby bezwzględne – liczba przeprowadzanych ataków nie szła w parze z ich skutecznością. Przed użyciem Stingerów, w 1984 roku odnotowano 60 ataków rakietowych, w wyniku których zestrzelonych zostało 10 maszyn (16% skuteczności). W 1985 było to 140 ataków i 15 zestrzeleń (niecałe 11% skuteczności). Kiedy pod koniec 1986 pojawiły się Stingery, odnotowano wprawdzie aż 600 ataków i znaczny wzrost strat radzieckich (100 maszyn), ale stanowiło to zaledwie 16% skuteczności. Pytanie, czy Stinger wpłynął na losy wojny w Afganistanie poprzez swoją jakość, umiejętność użycia, czy po prostu liczbę w jakiej był dostarczany, do dziś dnia pozostaje otwarte.
Znaczenie Stingerów nie polegało jedynie na tym, że Sowieci tracili więcej samolotów. Dzięki Stingerom mudżahedini mogli po raz pierwszy skutecznie bronić się przed radzieckimi atakami z powietrza. Rosjanie zdawali sobie z tego sprawę – obawiając się Stingerów, zmniejszyli liczbę swoich lotów. Opracowali też nową taktykę – samoloty i śmigłowce atakowały z wyższego pułapu, czego efektem było obniżenie ich skuteczności. Działania powolnych śmigłowców ograniczono do misji nocnych albo nad terenami oddalonymi od pozycji partyzanckich. Nie dało się już prowadzić wielkich operacji powietrznodesantowych.
Zdaniem wielu ekspertów jedną z głównych przyczyn niepowodzeń radzieckich w Afganistanie były wysokie straty w ludziach i sprzęcie, których powodem było m.in. posiadanie przez mudżahedinów broni przeciwlotniczej w postaci Stingerów. Możliwość stosunkowo skutecznego atakowania celów powietrznych była do końca działań bojowych poważnym atutem partyzantów. Wczesną jesienią 1986, tuż przed pojawieniem się Stingerów, wojna wydawała się pogrążać w impasie. Wielu zachodnich analityków uważało, że zwycięstwo jest poza zasięgiem mudżahedinów. Lecz po otrzymaniu Stingerów partyzanci odzyskali inicjatywę taktyczną, co w dużym stopniu miało wpływ na bieg wojny.
W lutym 1993 przedstawiciele prezydenta Czeczenii Dżohara Dudajewa prowadzili w Londynie negocjacje w sprawie zakupu 2 tys. wyrzutni Stinger dla sił zbrojnych republiki. Ostatecznie do transakcji nie doszło z powodu zamordowania czeczeńskich wysłanników. Jednak kilka przemyconych wyrzutni znajdowało się na wyposażeniu bojowników podczas I wojny czeczeńskiej. Jedna z nich została użyta w Groznym w sierpniu 1996 przeciwko rosyjskim samolotom. Wystrzelono dwie rakiety, jednak obydwie chybiły na skutek nieumiejętnego posługiwania się tą bronią przez czeczeńską obsługę.
Dla sił zbrojnych USA produkcję Stingerów zakończono na początku XXI wieku. Dopiero w maju 2022 roku podpisano kolejny kontrakt na produkcję 1300 pocisków do 2026 roku.
Podczas inwazji Rosji na Ukrainę w 2022 roku USA przekazały Ukrainie ponad 1400 pocisków Stinger z własnych zapasów. Pociski Stinger były też dostarczane Ukrainie przez państwa bałtyckie i Niemcy.